# Kanton Blanquefort
Kanton Blanquefort (fr. Canton de Blanquefort) je francouzský kanton v departementu Gironde v regionu Akvitánie. Tvoří ho šest obcí.

## Obce kantonu
- Blanquefort
- Eysines
- Ludon-Médoc
- Macau
- Parempuyre
- Le Pian-Médoc